# 1069

## Evenimente
- 28 ianuarie: Revoltați împotriva normanzilor, anglo-saxonii reușesc să ocupe Durham; garnizoana normandă, în frunte cu Robert de Comines, este masacrată.

- 28 aprilie: Odată cu moartea lui Magnus al II-lea, fratele său Olaf al III-lea rămâne singur pe tronul Norvegiei.

- 2 mai: Iziaslav este restabilit pe tronul din Kiev, avînd sprijinul trupelor trimise de regele Boleslav al II-lea al Poloniei; Vseslav se refugiază la Polotsk.

- 24 iunie: Fiii lui Harold al II-lea debarcă în Anglia de sud-est, însă sunt respinși de către contele Brien de Bretagne.

- 21 septembrie: Anglo-saxonii și danezii cuceresc York, distrug cele două castele și ucid circa o sută de normanzi; Guillaume Malet este luat prizonier.

- 25 decembrie: William I primește supunerea feudalilor din Northumbria, după care devastează regiunea dintre Tyne și Tees.

### Nedatate
- februarie: Noul conducător musulman al Sevillei este silit să ofere tribut regelui Alfonso al VI-lea al Castiliei.
- februarie: Garnizoana normandă din York, condusă de Robert Fitz Richard, este anihilată de către rebelii anglo-saxoni; conduși de Edgar Atheling, aceștia din urmă ocupă mai multe locații din Northumbria.
- martie: Chemat de către Guillaume Malet, regele William I se îndreaptă în marș către nordul Angliei și recucerește York, iar mai apoi și Winchester.
- mai: Selgiucizii eșuează în tentativa de a cuceri Iconium de la bizantini.
- septembrie: Conciliul de la Mainz, referitor la divorțul împăratului Henric al IV-lea; legatul papal Pietro Damiani refuză să îl accepte.
- decembrie: Regele William I al Angliei devastează nordul regatului, care trecuse sub dominația rebelilor anglo-saxoni, și expropriază mai mulți nobili ai acestora (care pleacă în exil), averile lor fiind distribuite normanzilor; pretendentul Edgar Atheling este nevoit să se refugieze în Scoția, iar flota daneză este alungată.
- Atacată de selgiucizi, Cappadocia este degajată de trupele bizantine conduse de Romanus Diogenes, care este nevoit însă să întrerupă acțiunea ca urmare a revoltei lui Robert Crispin; în timp ce se îndreaptă în marș către lacul Van, o parte a trupelor bizantine conduse de Filaret Brachamios (de origine armeană) sunt surprinse și distruse de către turcii selgiucizi, care avansează până la Iconium.
- Generalul Nasir al-Dawla din dinastia hamdanizilor amenință cu detronarea pe califul fatimid al Egiptului Al-Mustansir Billah.
- Mercenarul normand Robert Crispin se revoltă împotriva bizantinilor în fortăreața de la Maurokastron (în thema Armeniakon); răscoala este reprimată de Roman Diogenes în luna mai.
- Reforme fiscale în China, promovate de către cancelarul Wang Anshi, menite a reduce corupția din administrație și armată, instituirea sistemului "baojia".
- Regele Sven al II-lea al Danemarcei trimite în Anglia o flotă comandată de frații săi; ajunsă pe țărmurile de sud-est, aceasta devastează Dover, Sandwich, Ipswich și Norwich.
- Revoltă comunală la Le Mans; răsculații îl solicită pe Ugo de Este să accepte să devină duce de Maine.

## Arte, Știință, Literatură și Filozofie
- William I al Angliei întemeiază abația de la Selby.

## Înscăunări
- 24 decembrie: Godefroi al III-lea, duce de Lorena
- Al-Mu'tamid, conducător musulman în Sevilla (1069-1091)

## Nașteri
- Henric I (Henri Beauclerc), rege al Angliei (1100-1135), (d. 1135)

## Decese
- 18 februarie: Raimbaud de Reillane, arhiepiscop de Arles (n. ?)
- 28 februarie: Al-Mu'tadid, conducător musulman al Sevillei (n. ?)
- 28 aprilie: Magnus al II-lea al Norvegiei (n. 1048)
- 24 decembrie: Godefroi al II-lea (le Barbu), duce al Lorenei (n. 997)
- Ibn Hazm, filosof și teolog musulman (n. 994)